# Potamides
Potamides là một chi ốc biển, là động vật thân mềm chân bụng sống ở biển trong họ Potamididae.

## Các loài
Các loài trong chi Potamides gồm có:
- † Potamides archiaci Halder & Sinha, 2014[2]
- † Potamides crassituberosus Cossmann & Pissarro, 1902
- † Potamides durranus Iqbal, 1969[2]
- † Potamides isabenense Dominici & Kowalke, 2014[3]
- † Potamides lamarckii Brongniart, 1810
- † Potamides matsoni Dall, 1913
- † Potamides migralis
- † Potamides pascoei Cox, 1931[2]
- † Potamides tricarinatus
- and other extinct taxa

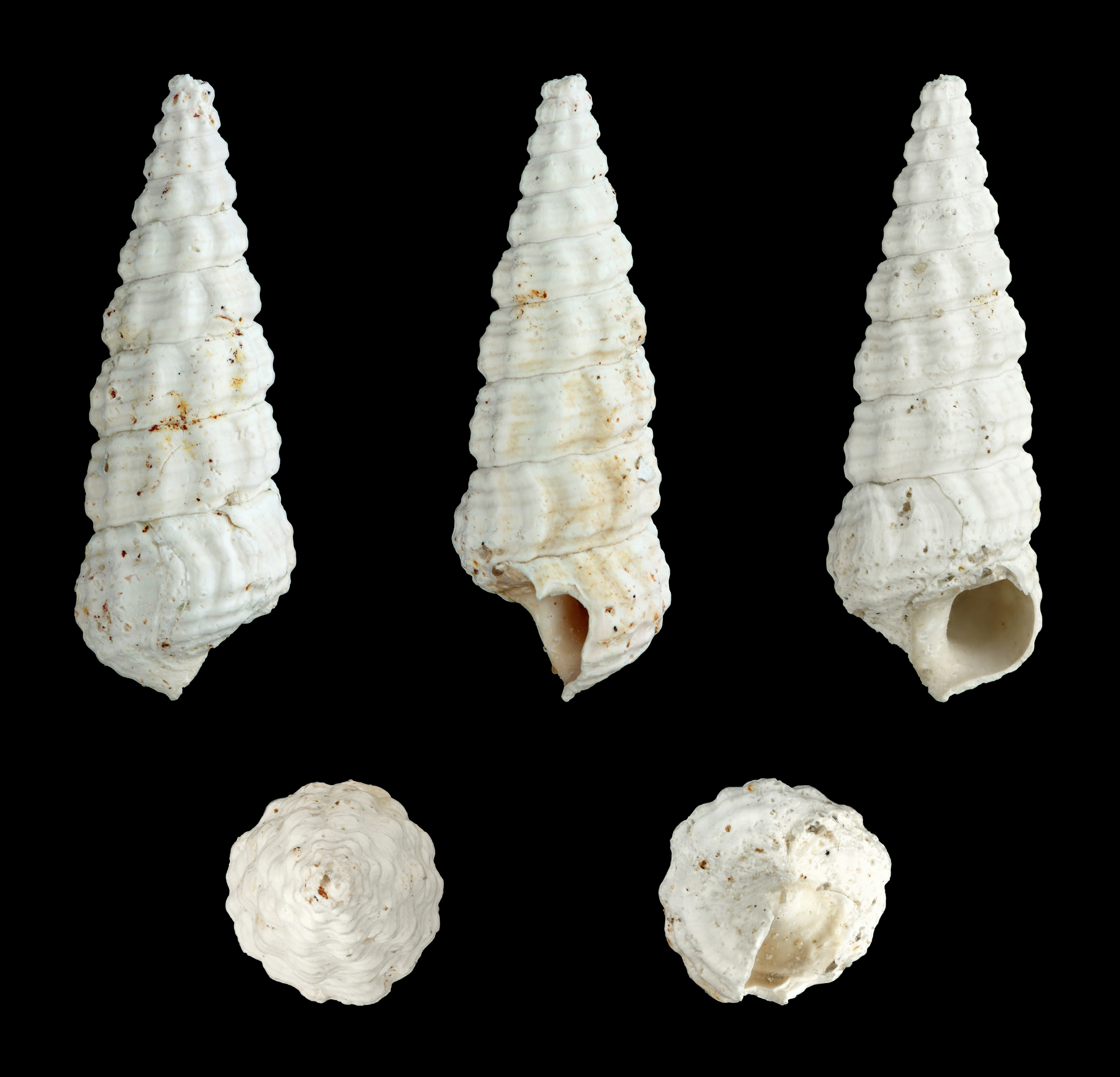
Potamides disjuncta
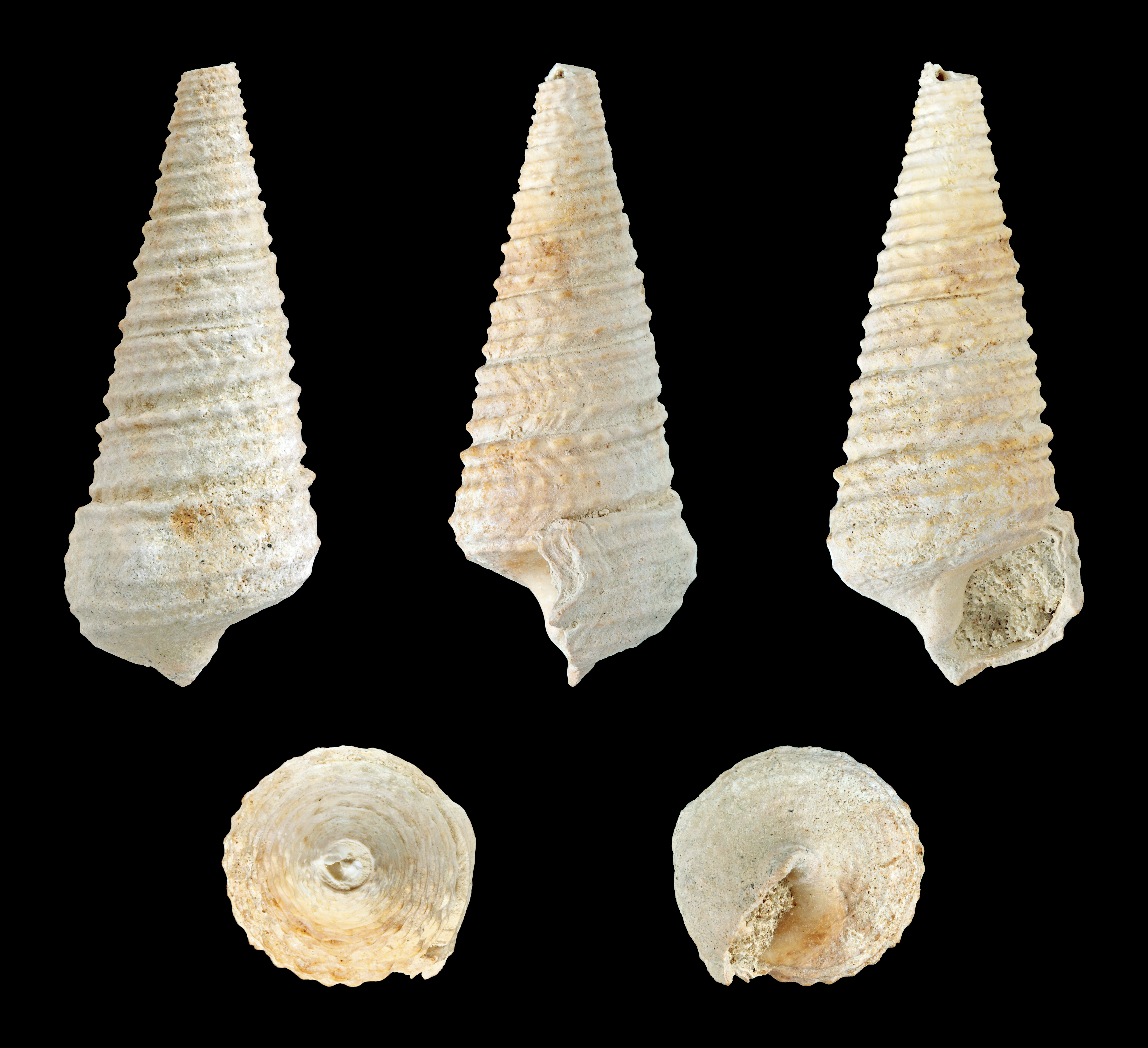
Potamides mixtus
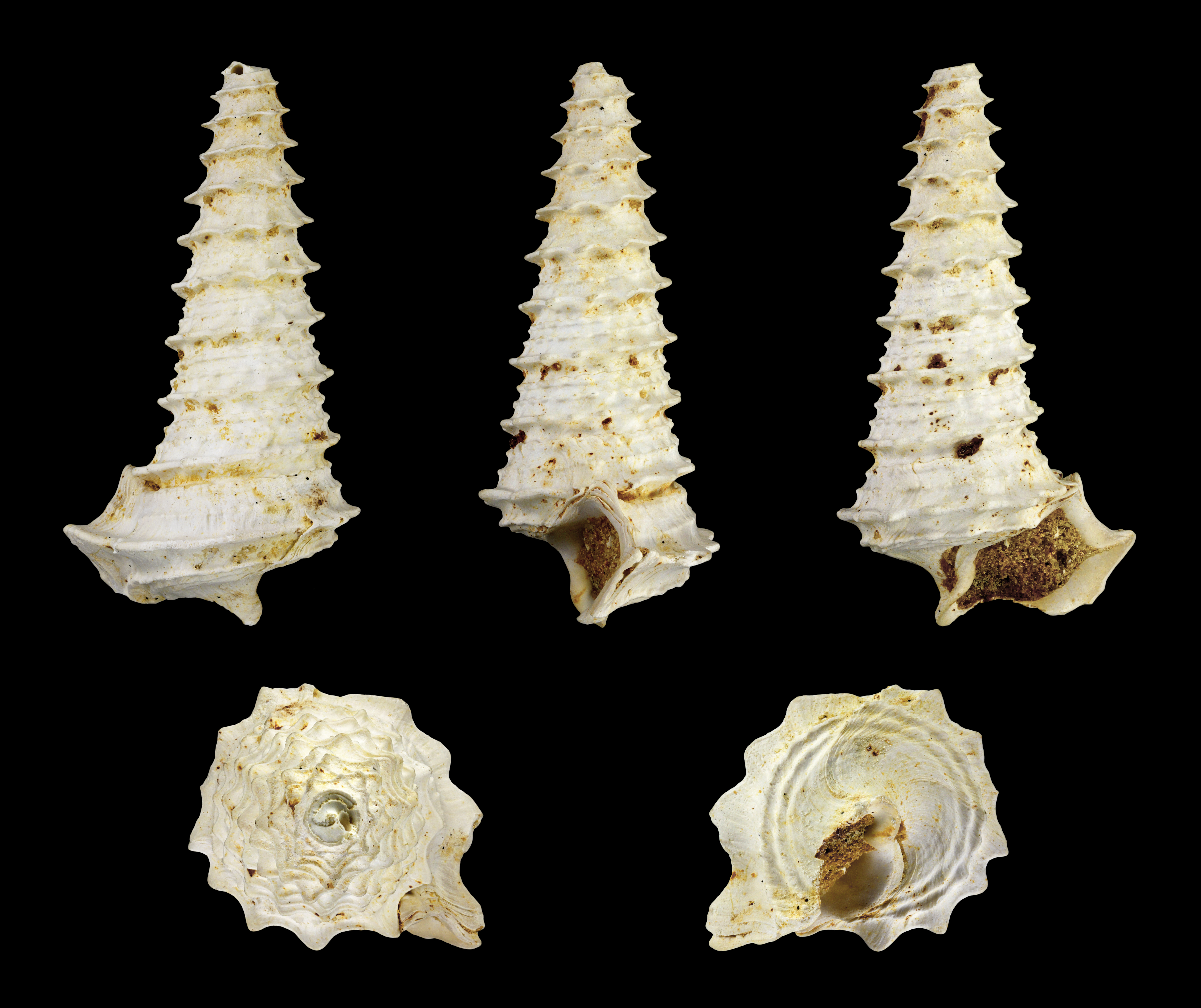
Potamides tricarinatus
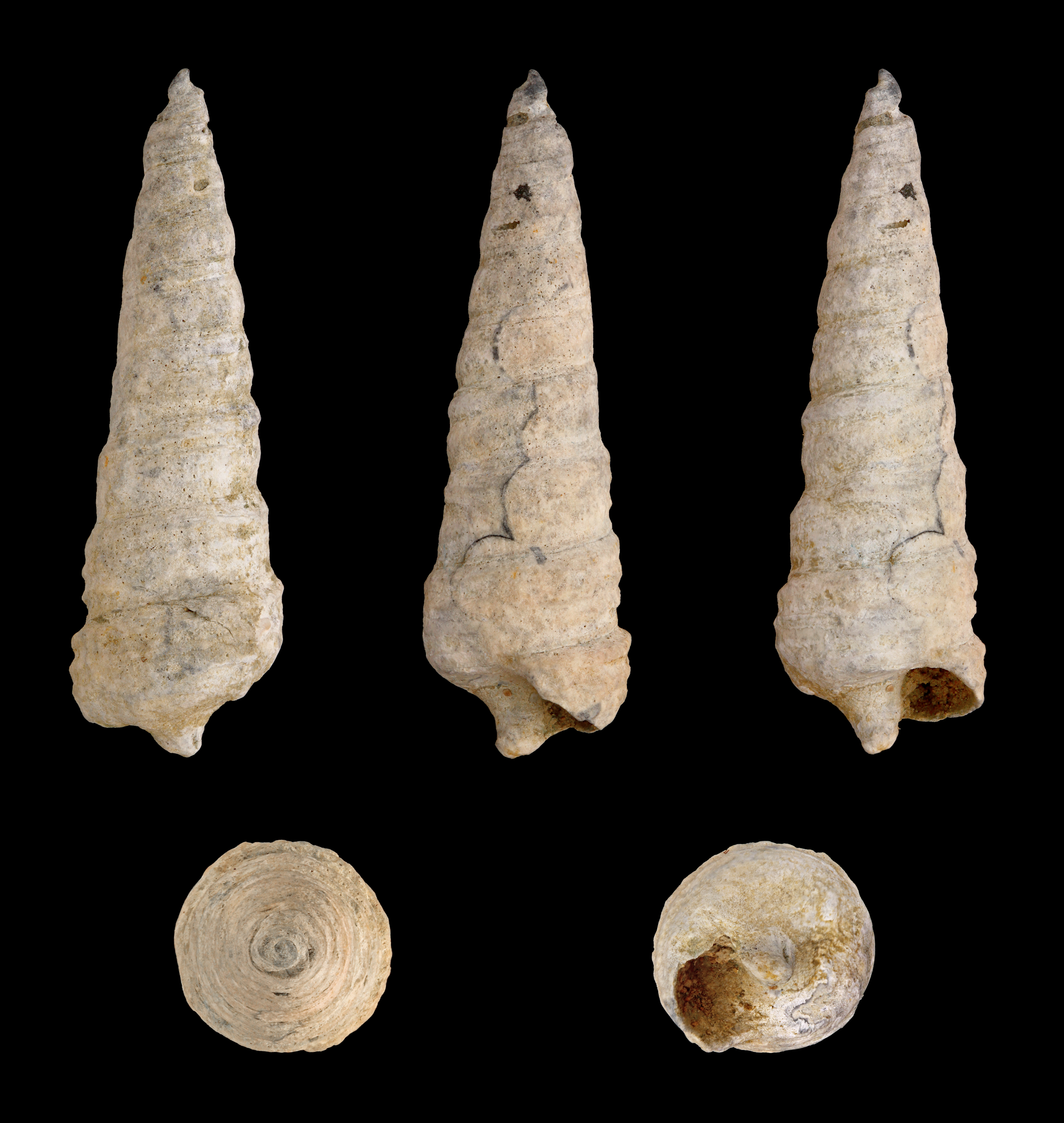
Potamides tricinctus

Synonyms:
- Potamides conicus (Blainville, 1829) is a synonym of extant species Pirenella conica (Blainville, 1829)[4]